# Mohamed Coulibaly (nuotatore)
Mohamed Coulibaly (19 settembre 1989) è un ex nuotatore maliano, specializzato negli stile libero, farfalla e rana.

## Biografia
Rappresentò il Mali ai Giochi olimpici estivi di Pechino 2008, dove ottenne l'86º tempo nelle batterie dei 50 m stile libero e fu eliminato.
Venne convocato ai mondiali di Roma 2009 e gareggiò nei 50 m stile libero, 50 m farfalla e 50 m rana.
Fece parte della spedizione maliana ai mondiali in vasca corta di Bubai 2010, gareggiando nei 50 e 100 m stile libero, nei 50 e 100 m farfalla e nei 50 m rana.